# Massen-Niederlausitz
Massen-Niederlausitz, in lusaziano inferiore Mašow, è un comune di 1 876 abitanti del Brandeburgo, in Germania.

Appartiene al circondario dell'Elba-Elster (targa EE) ed è capoluogo della comunità amministrativa (Amt) Kleine Elster (Niederlausitz).

## Storia
Il 31 dicembre 2001 vennero aggregati al comune di Massen-Niederlausitz i comuni di Gröbitz e di Ponnsdorf.

## Geografia antropica

### Suddivisioni amministrative
Il territorio comunale si divide in 8 zone (Ortsteil), corrispondenti al centro abitato di Massen e a 7 frazioni:
- Massen (centro abitato)
- Babben
- Betten
- Gröbitz, con la località:
  - Gröbitz-Siedlung
- Lindthal, con le località:
  - Buschmühle
  - Siedlung Erika
- Ponnsdorf
- Rehain
- Tanneberg

## Società

### Evoluzione demografica
- Sviluppo della popolazione dal 1875 entro gli attuali confini (Linea Blu: Popolazione; Linea puntata: Confronto dello sviluppo della popolazione dello Stato del Brandenburgo; Sfondo grigio: Ai tempi del governo nazista; Sfondo rosso: Al tempo del governo comunista)

| Anno | Abitanti |
| ---- | -------- |
| 1875 | 1 795    |
| 1890 | 1 715    |
| 1910 | 1 979    |
| 1925 | 2 062    |
| 1933 | 2 202    |
| 1939 | 2 426    |
| 1946 | 3 295    |
| 1950 | 3 230    |
| 1964 | 2 639    |
| 1971 | 2 576    |

| Anno | Abitanti |
| ---- | -------- |
| 1981 | 2 360    |
| 1985 | 2 343    |
| 1989 | 2 305    |
| 1990 | 2 263    |
| 1991 | 2 198    |
| 1992 | 2 201    |
| 1993 | 2 261    |
| 1994 | 2 263    |
| 1995 | 2 253    |
| 1996 | 2 258    |

| Anno | Abitanti |
| ---- | -------- |
| 1997 | 2 272    |
| 1998 | 2 328    |
| 1999 | 2 411    |
| 2000 | 2 412    |
| 2001 | 2 429    |
| 2002 | 2 382    |
| 2003 | 2 362    |
| 2004 | 2 350    |
| 2005 | 2 309    |
| 2006 | 2 236    |

| Anno | Abitanti |
| ---- | -------- |
| 2007 | 2 214    |
| 2008 | 2 190    |
| 2009 | 2 129    |
| 2010 | 2 093    |
| 2011 | 2 066    |
| 2012 | 2 044    |
| 2013 | 2 017    |